# Calcit

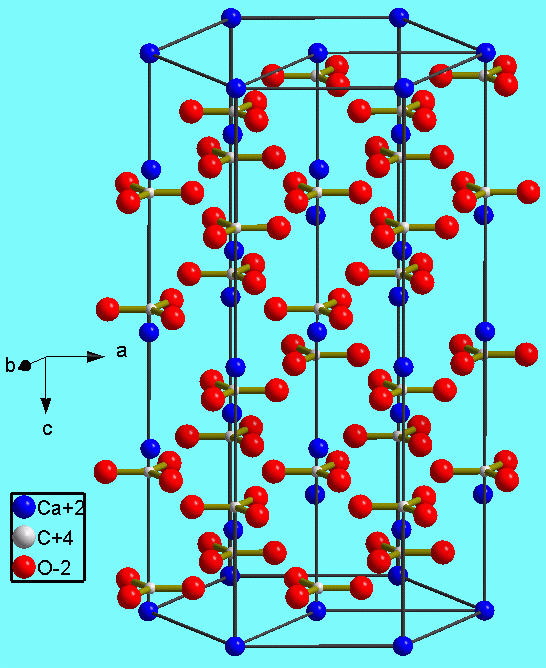
Cấu trúc tinh thể của calcit

Calcit (bắt nguồn từ từ tiếng Pháp calcite /kalsit/), còn được viết là can-xít, là khoáng vật carbonat và là dạng bền nhất của Calci carbonat (CaCO3). Các dạng khác là khoáng vật aragonite và vaterite. Aragonite sẽ chuyển thành calcit ở 470 C, vaterite còn kém bền hơn.

## Tính chất

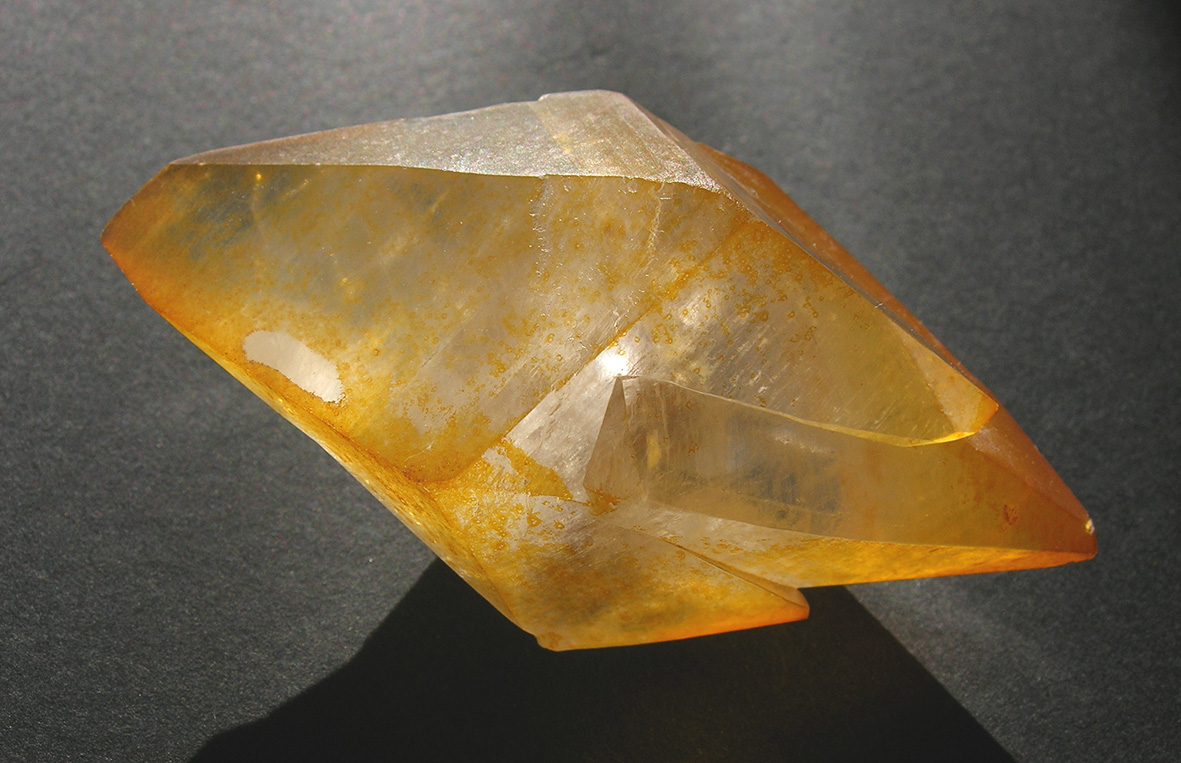
Tinh thể calcit giới hạn ở hai đầu

Tinh thể calcit có dạng hình hộp thoi ba phương, mặc dù tinh thể calcit hình hộp thoi rất hiếm gặp trong tự nhiên. Tuy nhiên, chúng thể hiện tính chất đa dạng từ hình hộp thoi nhọn đến tù, dạng phẳng, lặng trụ, hoặc hình tam giác lệch. Calcit thể hiện một vài dạng song tinh bổ sung vào sự đa dạng về các dạng quan sát được. Nó có thể tồn tại ở thể sợi, hình hột, lá mỏng, hoặc khối đặc. Cát khai thường ở 3 hướng song song với dạng hình hộp thoi. Vết vỡ vỏ sò, nhưng khó để thu được. Độ cứng trên thang Mohs là 3, tỷ khối riêng là 2.71, ánh thủy tinh ở dạng tinh thể. Màu trắng hoặc không màu, mặc dù bóng có màu xám, đỏ, vàng, xanh, xanh lá, tím,, nâu, thậm chí cả đen khi khoáng vật có lẫn tạp chất. Calcit trong mờ đến trong suốt và có thể phát quang hoặc phát lân tinh. Tinh thể calcit đơn thể hiện tính chất quang học khúc xạ đúp. Hiện tượng này khiến cho các vật nhìn xuyên qua một miếng can xít trong sẽ khúc xạ kép. Hiện tượng này lần đầu tiên được mô tả bởi nhà khoa học Đan Mạch Rasmus Bartholin năm 1669. Ở bước sóng ~590 nm calcit có hệ số khúc xạ thường và bất thường là 1.658 và 1.486. Giữa 190 và 1700 nm, hệ số khúc xạ thường biến thiên giữa 1.6 và 1.3, hệ số khúc xạ bất thường biến thiên giữa 1.9 và 1.5. Calcit, giống như phần lớn các muối carbonat, sẽ bị hòa tan trong phần lớn các loại acid. Calcit có thể bị hòa tan bởi nước ngầm hoặc lắng đọng bởi nước ngầm, phụ thuộc vào một vài nhân tố trong đó có nhiệt độ nước, độ pH, và nồng độ ion hòa tan. Mặc dù calcit khá khó tan trong nước lạnh, acid có thể làm calcit tan và giải phóng khí carbon dioxide. Can xít thể hiện đặc tính bất thường, nó trở nên ít tan hơn trong nước khi nhiệt độ tăng. Khi điều kiện phù hợp để kết tủa, calcit tạo thành lớp phủ khoáng vật mà hàn gắn các hạt đá lại hoặc có thể lấp đầy các vết nứt. Khi điều kiện phù hợp để bị hòa tan, sự rửa trôi calcit có thể tăng đột ngột tính thấm, tính rỗng của đá, và nếu nó kéo dài trong một thời gian dài có thể tạo thành các hang lớn, đáng chú ý là hang Snowy River Caver ở Lincoln County, New Mexico.

## Trạng thái tồn tại tự nhiên
Tinh thể calcit đơn lớn nhất được ghi nhất có nguồn gốc từ Iceland, kích thước 7×7×2 m và 6×6×3 m, nặng khoảng 250 tấn. Calcit là thành phần phổ biến trong đá trầm tích, như đá vôi, phần lớn được tạo thành từ vỏ của các loài sinh vật biển đã chết. Xấp xỉ 10% đá trầm tích là đá vôi. Calcit là khoáng vật chính trong đá hoa biến chất. Nó cũng xuất hiện ở các mạch khoáng trong mỏ ở các suối nước nóng, và nó thường tồn tại trong hang đá như là thạch nhũ và măng đá. Calcit cũng có thể được thấy ở trong đá núi lửa, đá xuất xứ từ manti như carbonatite, kimberlite, có nhưng tồn tại ít ở peridotite. Lublinite là dạng sợi của Calcit. Calcit thường là thành phần chính của vỏ các loài sinh vật biển, như sinh vật phù du (gai vôi và trùng có lỗ, phần cứng của tảo đỏ,...). Calcit được tìm thấy đặc biệt ở Snowy River Cave ở New Mexico như đã nhắc ở trên, nơi các vi sinh vật gắn bó với môi trường tự nhiên. Trilobite, một loài đã tiện chủng, có cặp mắt đặc biệt. Chúng sử dụng tinh thể Calcit trong suốt để hình thành thấu kính cho mắt của chúng.

### Calcit trong lịch sử Trái Đất
Calcit biển xuất hiện trong lịch sử Trái Đất khi mà sự kết tủa vô cơ của calci carbonat trong nước biển có hàm lượng magnesi thấp, ngược lại với aragonite và các khoáng vật kết tủa hàm lượng magnesi cao ngày nay. Calcit biển thay thế cho aragonite biển ở Liên đại Hiển sinh, nổi bật nhất ở kỷ Ordovic và kỷ Jurassic.

## Sưu tập ảnh

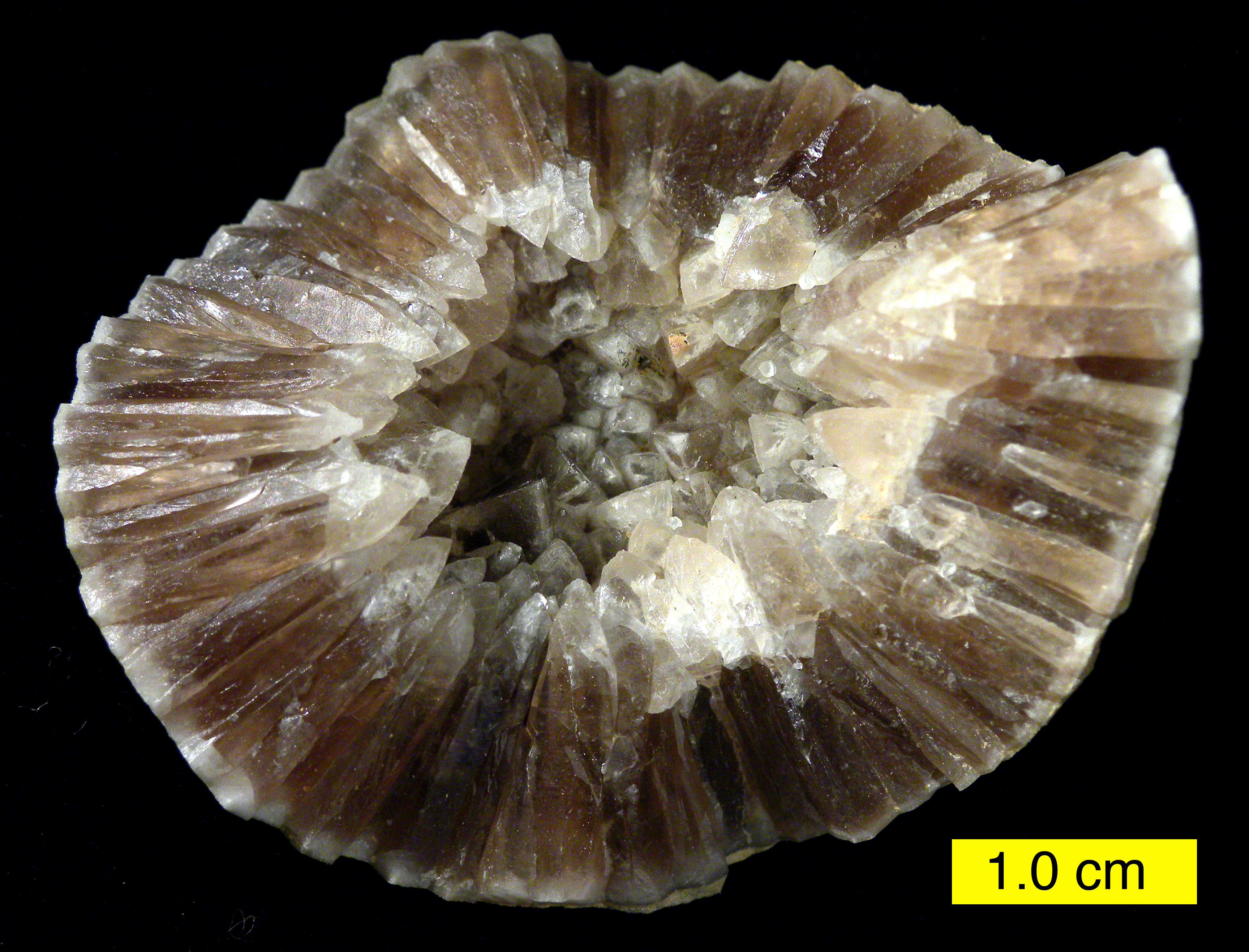
Hóa thạch Vỏ với tinh thể calcit.
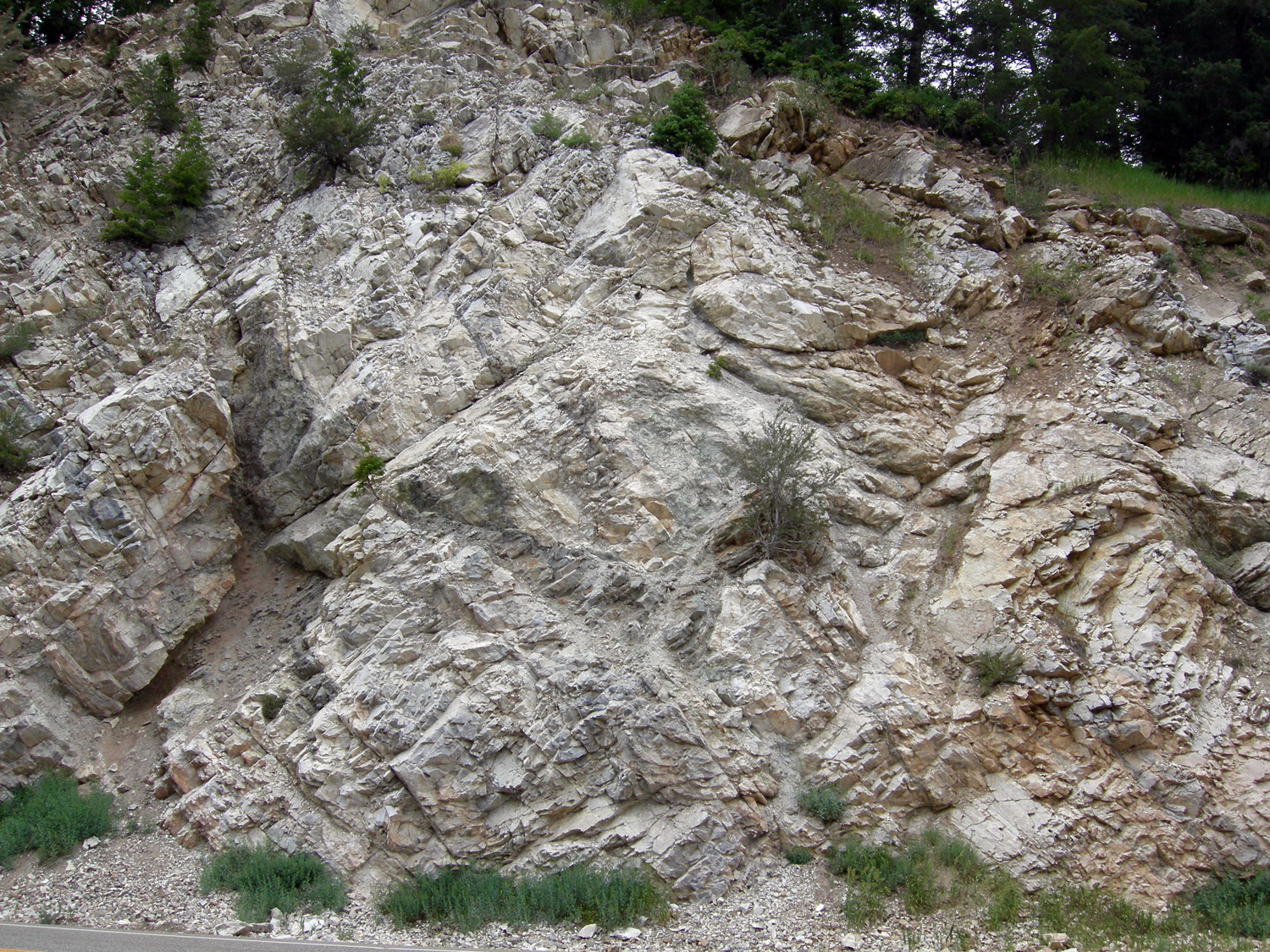
Đá hoa hệ tầng Mississippi ở Big Cottonwood Canyon, Núi Wasatch, Utah.
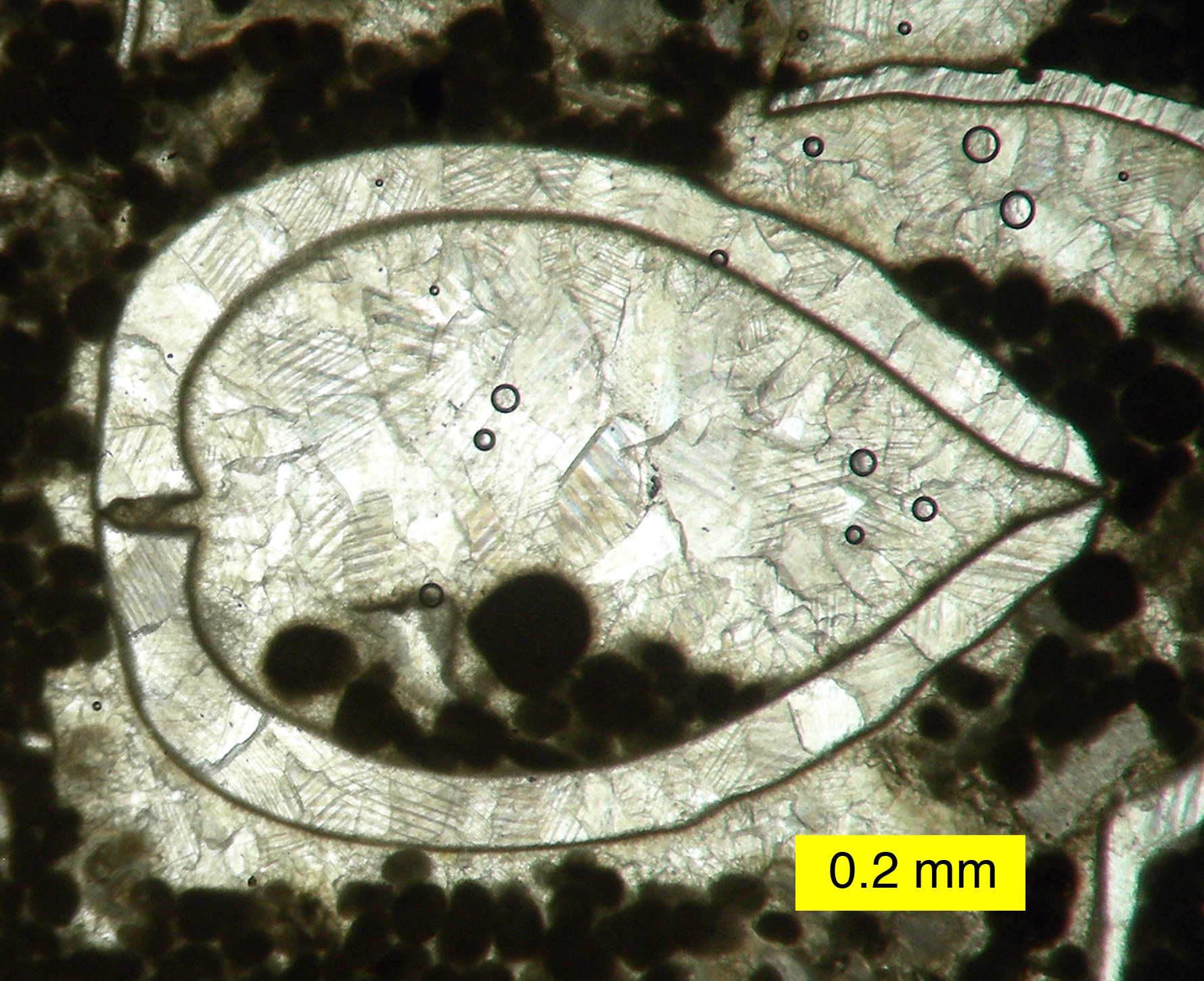
Vùng mỏng với tinh thể can xít trong một lớp vỏ.